# Stormcrow (album)
Stormcrow è il secondo album della band power metal finlandese Cain's Offering.
L'album è stato pubblicato il 15 maggio 2015 in Europa e il 19 maggio 2015 in Nord America.

## Tracce
1. Stormcrow – 6:15
2. The Best of Times – 4:33
3. A Night to Forget – 4:29
4. I Will Build You a Rome – 4:40
5. Too Tired to Run – 6:14
6. Constellation of Tears – 5:30
7. Antemortem – 5:19
8. My Heart Beats for No One – 4:35
9. I Am Legion – 5:59
10. Rising Sun – 5:42
11. On the Shore – 4:18

1. Child of the Wild (Bonus track dell'edizione giapponese) – 5:24

## Membri
- Timo Kotipelto - voce
- Jani Liimatainen - chitarra
- Jonas Kuhlberg - basso
- Jani Hurula - batteria
- Jens Johansson - tastiera